# أوبا مانيسا
أوبا مانيسا (بالإنجليزية: Oupa Manyisa)‏ (مواليد 30 يوليو 1988) هو لاعب كرة قدم جنوب أفريقي يلعب حاليًا لصالح نادي أورلاندو بايرتس.

## الألقاب
أورلاندو بايرتس
- دوري جنوب أفريقيا الممتاز
  - 2010-11، 2011–12
- كأس نيدبانك
  - 2011, 2014
- كأس تيلكوم
  - 2011
- كأس جنوب أفريقيا
  - 2010
- دوري أبطال أفريقيا
  - الوصيف: 2013
- كأس كارلينغ بلاك ليبل
  - 2011، 2012، 2014

## روابط خارجية
- أوبا مانيسا على موقع قاعدة بيانات كرة القدم.إي يو (الإنجليزية)
- أوبا مانيسا على موقع ناشيونال فوتبول تيمز (الإنجليزية)
- أوبا مانيسا على موقع Soccerway.com (الإنجليزية)
- أوبا مانيسا على موقع كووورة